# Пысковице
Пысковице (пол. Pyskowice, нем. Peiskretscham) — город в Польше, входит в Силезское воеводство, Гливицкий повят. Имеет статус городской гмины. Занимает площадь 31,14 км². Население — 19 267 человек (на 2004 год).

## Галерея

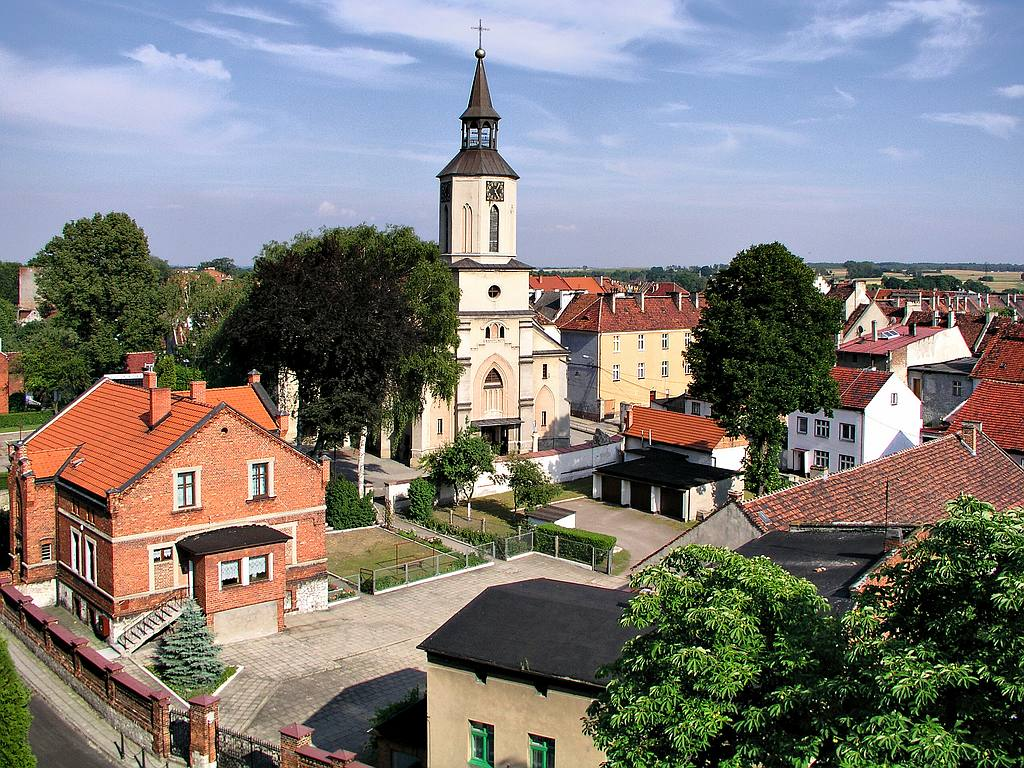
Церковь Св. Николая
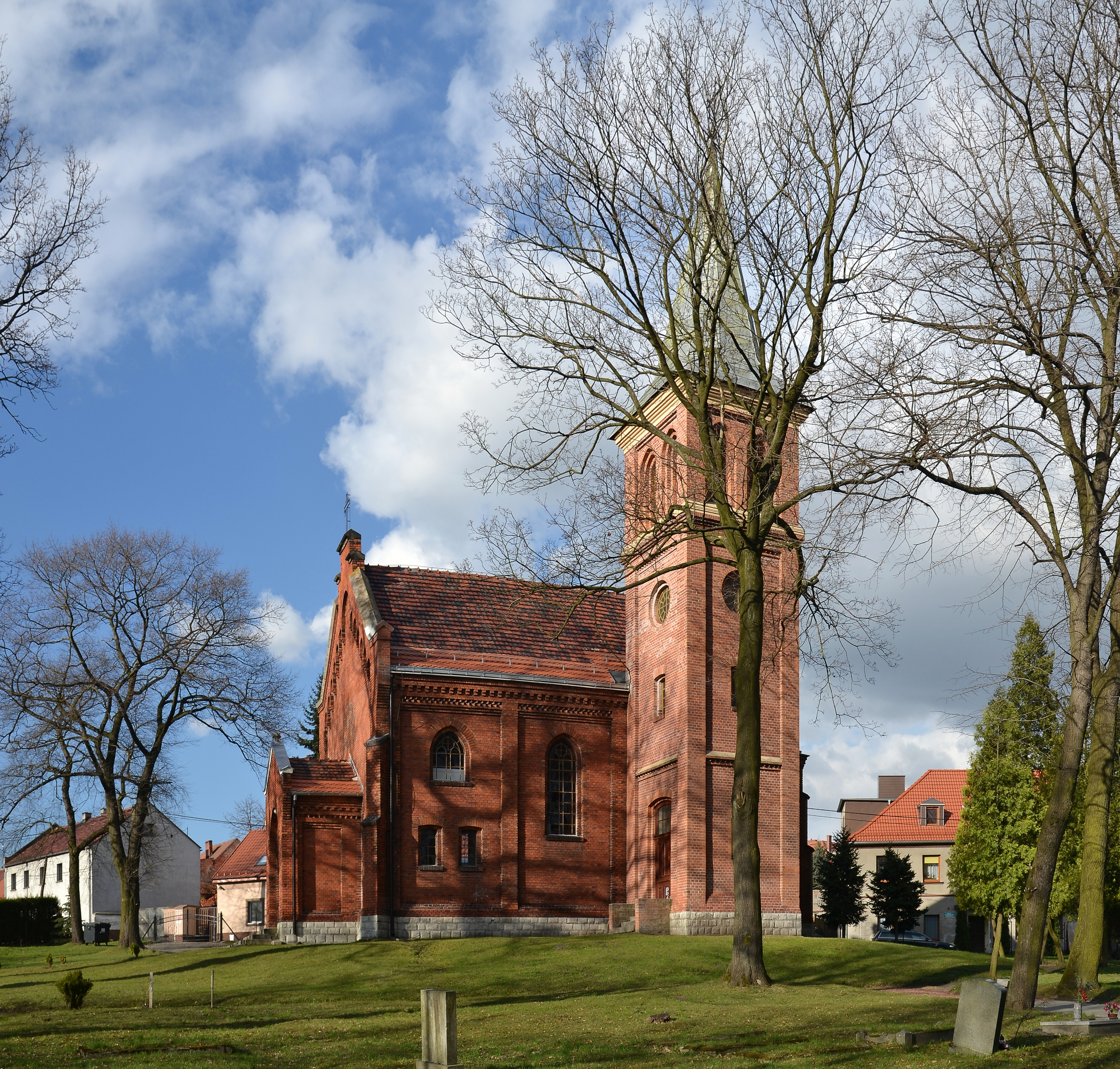
Евангелическая церковь Св. Петра и Павла
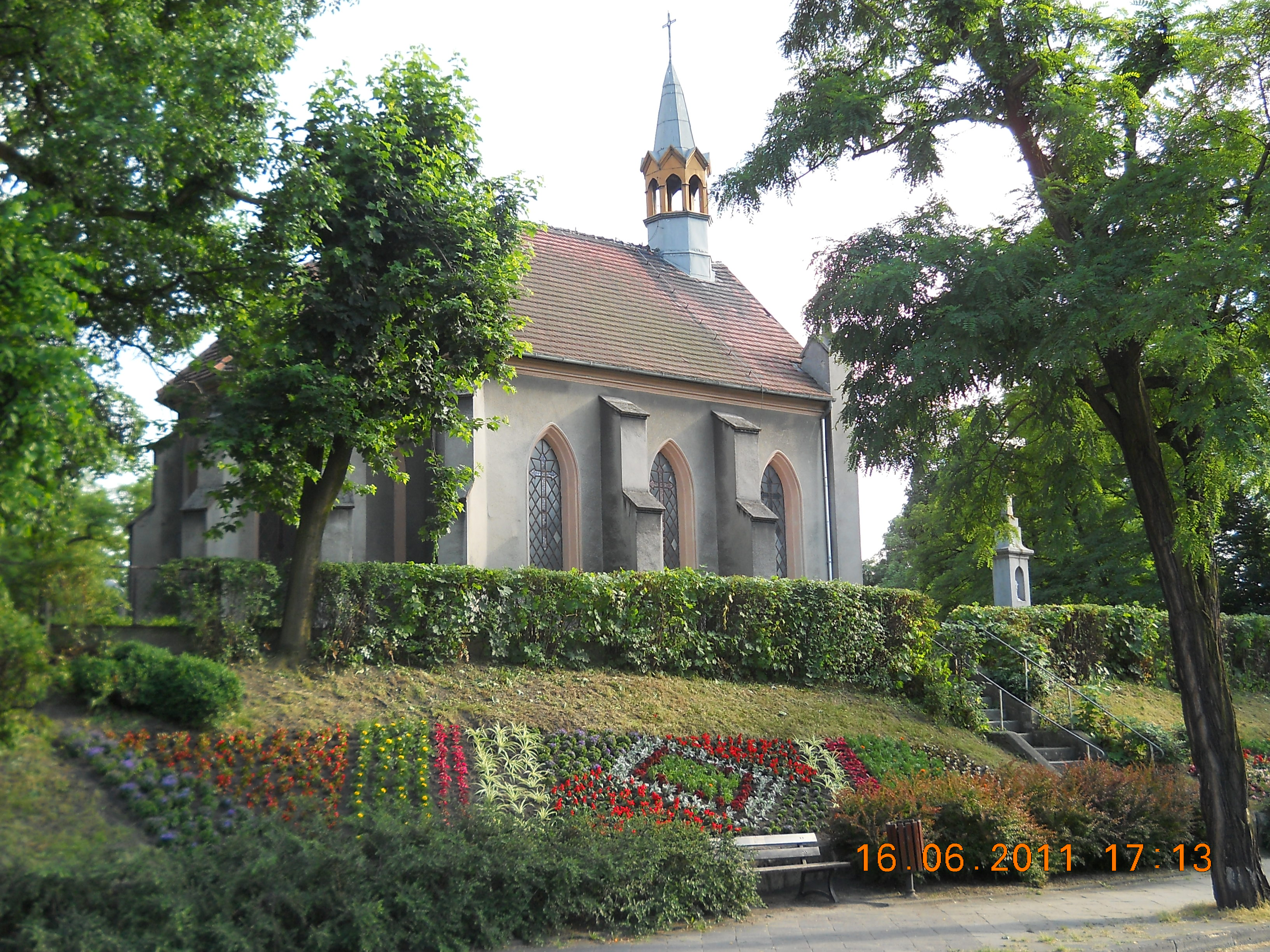
Церковь Св. Станислава
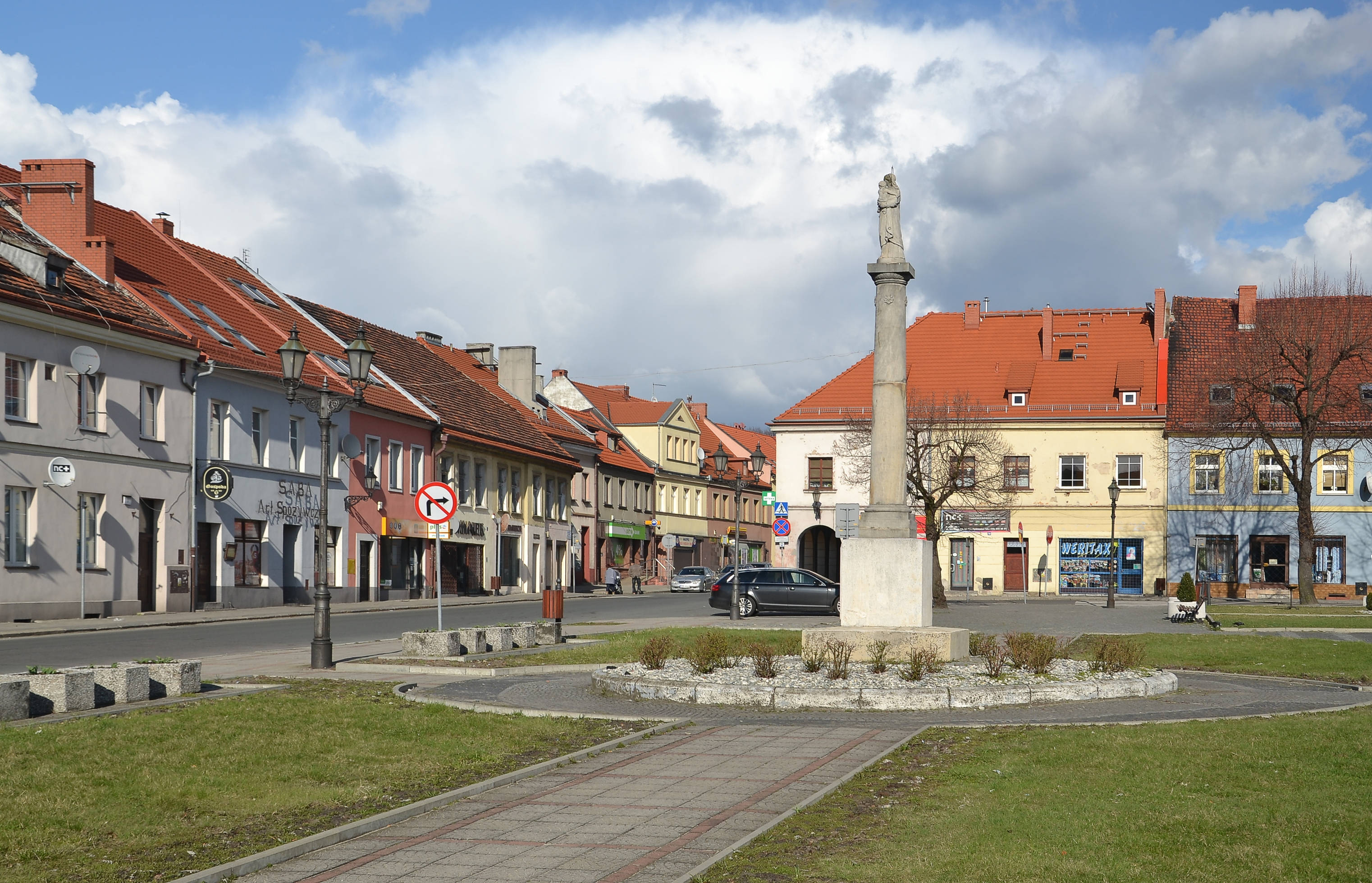
Рыночная площадь
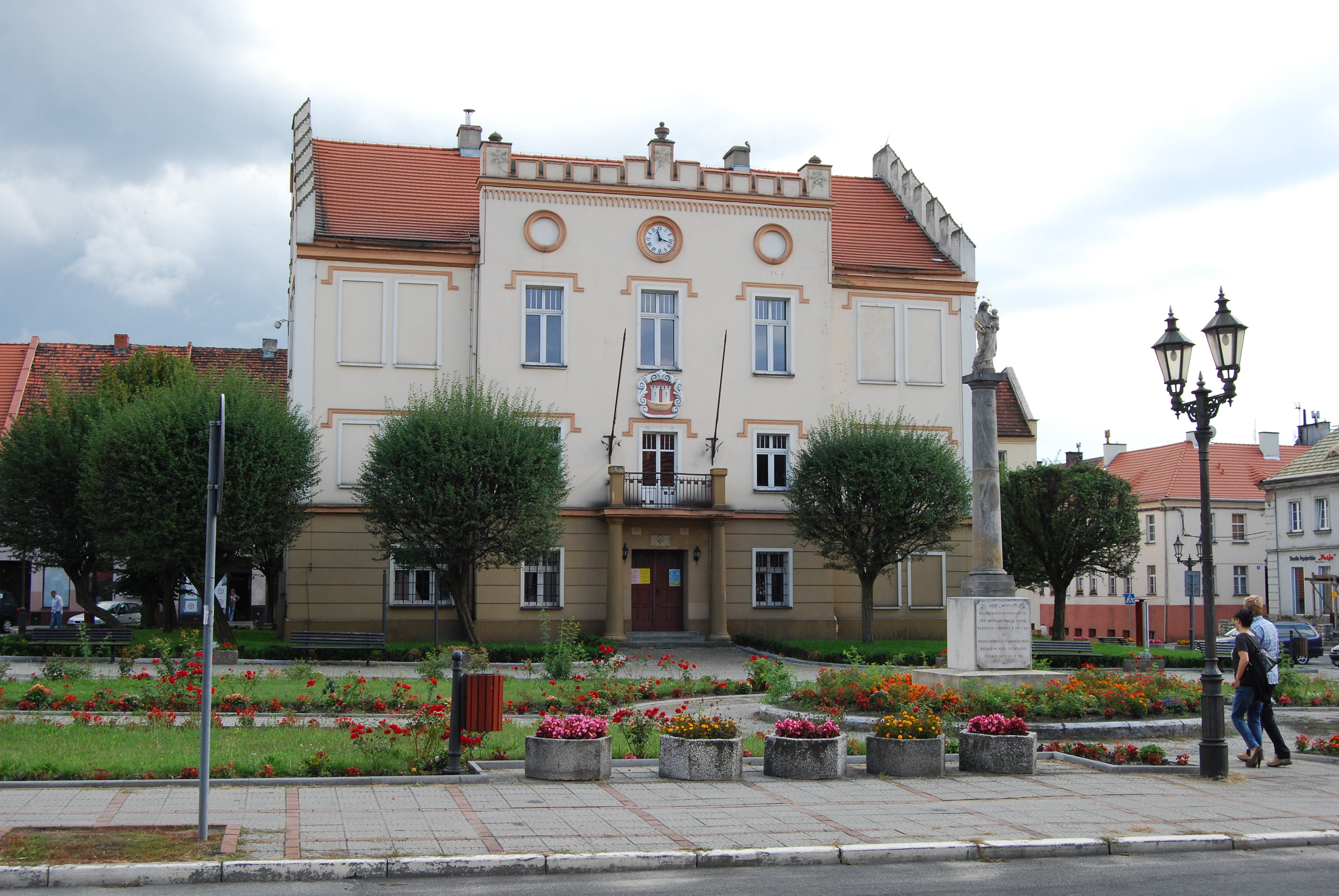
Ратуша
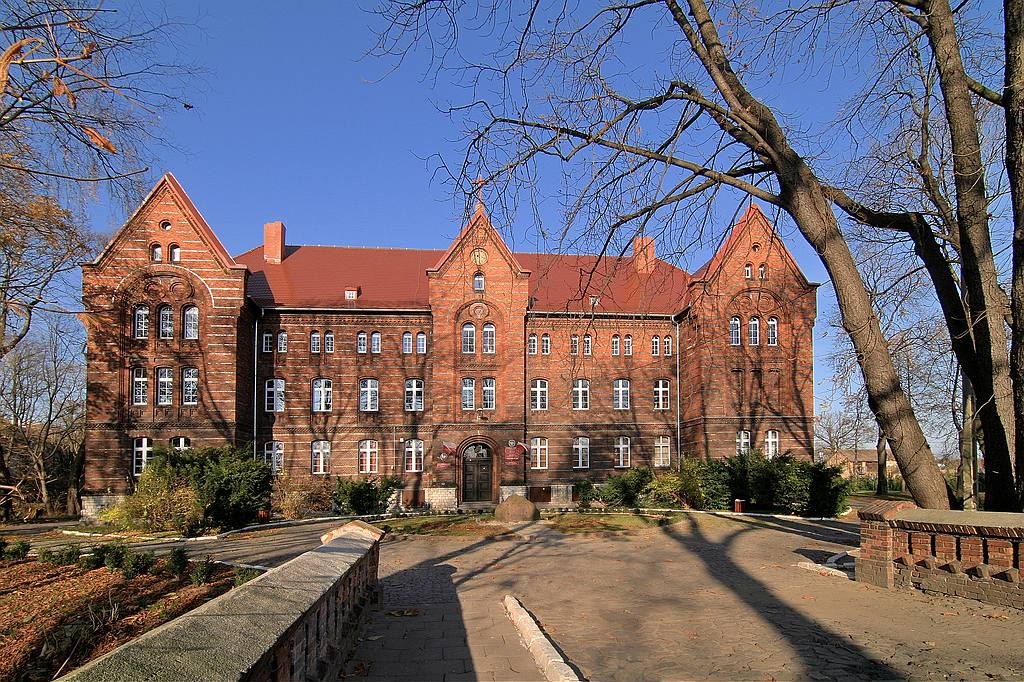
Лицей
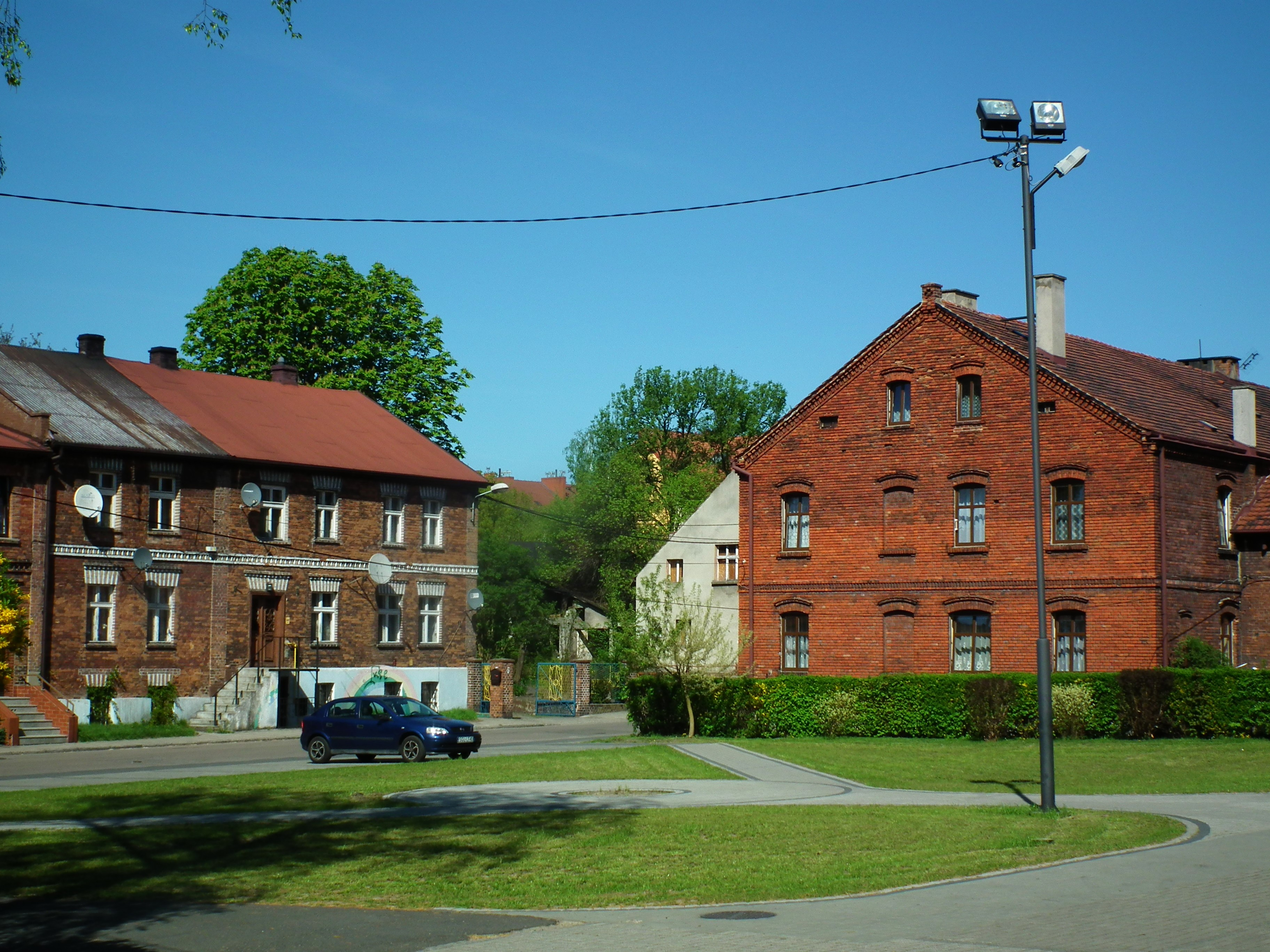
Старые дома